# 松平義孝
松平 義孝（まつだいら よしたか）は、江戸時代中期の大名。美濃国高須藩2代藩主。官位は従四位下・日向守、左近衛権少将、摂津守。徳川宗春の兄。

## 生涯
尾張藩主・徳川綱誠の十五男として誕生。母は側室の唐橋（里見氏・卓然院）。
元禄14年（1701年）叔父で初代藩主・松平義行の養子となり、正徳5年（1715年）に家督を相続した。男子がなかったため、叔父（義行の弟）松平友著の子・友淳（後の尾張藩主徳川宗勝）を養子とし、義淳と名乗らせて後嗣とした。
享保17年（1732年）に死去した。享年39。

## 系譜
父母
- 徳川綱誠（実父）
- 唐橋 ー 卓然院 ー 里見氏、側室（実母）
- 松平義行（養父）

正室
- 松平資俊の娘

子女
- 元姫 ー 茂登姫、松平頼寛正室、生母は正室

養子
- 松平友淳のちの徳川宗勝 ー 松平友著の長男